# Hoher Seekamp
Der Hohe Seekamp ist ein 3112 m ü. A. hoher Berggipfel der Schobergruppe in Kärnten. Der Hohe Seekamp wurde erstmals am 3. Oktober 1890 von Ludwig Purtscheller bestiegen.

## Lage
Der Hohe Seekamp liegt im nördlichen Zentrum der Schobergruppe im Nordwesten der Gemeinde Großkirchheim, nahe der Gemeindegrenze zu Heiligenblut am Großglockner im Norden. Der Hohe Seekamp liegt mit dem nordwestlich benachbarten Karlkamp (3114 m ü. A.) an einem Westgrat, der nördlich des Hohen Beil (3086 m ü. A.) bei einem Höhenpunkt (3099 m ü. A.) abzweigt und im Bereich des Hohen Seekamps nach Süden ins Innerretschitz-Kar mit dem Retschitzbach abfällt (Südostgrat). Nordwestlich des Hohen Seekamps befindet sich getrennt durch das Seekamptörl (2922 m ü. A.) der Hohe Bretterkopf (3078 m ü. A.). Das nördlich liegende Seekampkees reicht dabei bis zum Seekamptörl hinauf. Nächstgelegener alpiner Stützpunkt ist die Elberfelder Hütte im Südwesten.

## Aufstiegsmöglichkeiten
Die technisch einfachste Möglichkeit, den Hohen Seekamp zu besteigen, verläuft über das Seekamptörl. Dieses kann dabei beispielsweise von der Elberfelder Hütte nach Norden über den zu den Langtalseen führenden Höhenweg erreicht werden, wobei der markierte Weg beim Vorderen Langtalsee verlassen wird und ab hier der unmarkierte Aufstieg über das Seekampkees zum Seekamptörl erfolgt. Vom Seekamptörl erfolgt der Aufstieg über das südwestlich gelegene Schneefeld zunächst in eine von Rasenbändern durchzogene plattige Felszone und danach in Felskletterei auf den Verbindungsgrat zwischen Karlkamp und Hohem Seekamp (II+). Von hier aus sind die beiden Gipfel unschwierig zu erreichen. Alternativ kann der Hohe Seekamp auch über das Seekampkees und den Westgrat mit Überschreitung des Karlkamp bestiegen werden (III), zudem besteht mit dem Seekamp-Südostgrat (II-III) eine weitere Variante aus dem südöstlich gelegenen Tal des Gradenbachs.